# Thomas und Maria Gengoro
Thomas und Maria Gengoro († 1620 in Kokúra (Japan)) waren ein Ehepaar und werden in der katholischen Kirche als Selige und Märtyrer verehrt. Ihr Gedenktag ist der 16. August.

## Leben
Im Zuge der Christenverfolgungen in Japan im 17. Jahrhundert war das Ehepaar Gengoro gemeinsam mit dem zweijährigen Sohn Jakob bei einer anderen katholischen Familie untergebracht. Ihr Gastgeber, der japanische katholische Adlige Simon Kiyota Bokusai, war nach seinem Dienst beim Militär Katechet geworden und hatte in dieser Funktion eine katechetische Schule gegründet. Nachdem der heidnische japanische Kaiser von der Schule erfahren hatte, befahl er Simon sie zu schließen. Als Simon sich dahingehend verweigerte, wurde er und seine Frau Magdalena, zusammen mit der Familie Gengoro, zum Tod durch Kreuzigung verurteilt.
Kurz bevor sie zum Ort ihrer Kreuzigung in Kokúra aufbrachen, sollen sich die Verurteilten vor einem Kruzifix niedergekniet haben, um sich auf den Märtyrertod vorzubereiten. Am Ort der Hinrichtung selbst, warfen sie sich der Überlieferung zufolge einzeln vor den Kreuzen nieder, an denen sie sterben sollten.
Die fünf starben im Jahr 1620, indem sie kopfüber gekreuzigt wurden.
Das Martyrologium Romanum gibt als Grund für die Hinrichtung an: „Auf Befehl des Präfekten Yetsundo wurden sie aus Hass gegen ihre christlichen Namen gemeinsam gekreuzigt, mit dem Haupt nach unten.“